# Little Abington
Little Abington is een civil parish in het bestuurlijke gebied South Cambridgeshire, in het Engelse graafschap Cambridgeshire. In 2001 telde het dorp 529 inwoners.
Little Abington vormt samen met het naburige dorp Great Abington The Abingtons. De dorpen liggen zeven kilometer ten zuidoosten van Cambridge.